# Corydalis intermedia
Corydalis intermedia là một loài thực vật có hoa trong họ Anh túc. Loài này được (L.) Mérat mô tả khoa học đầu tiên năm 1812.

## Hình ảnh

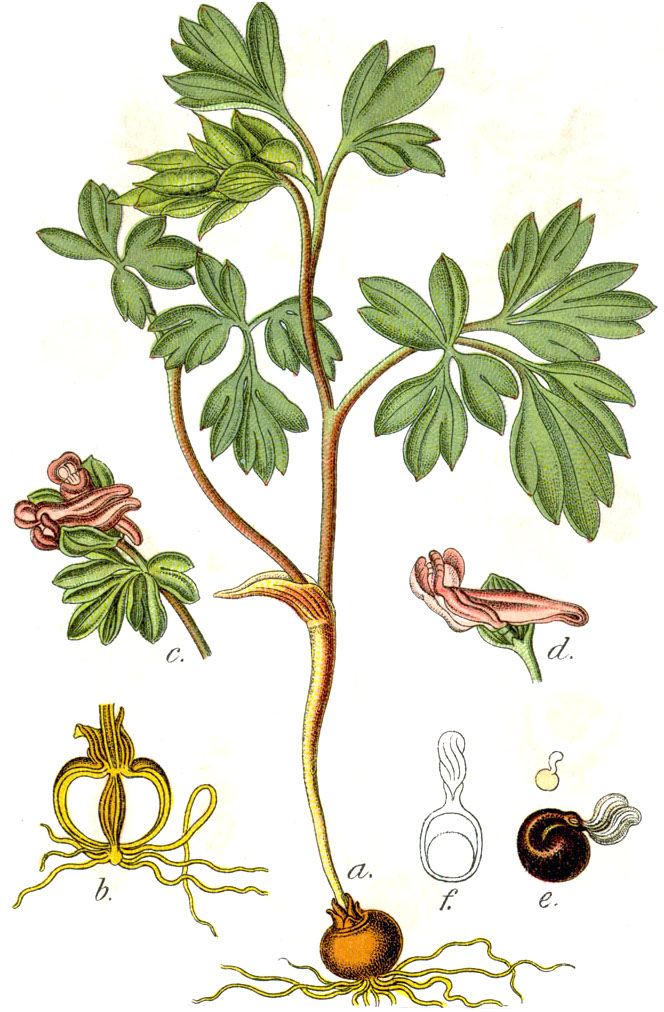
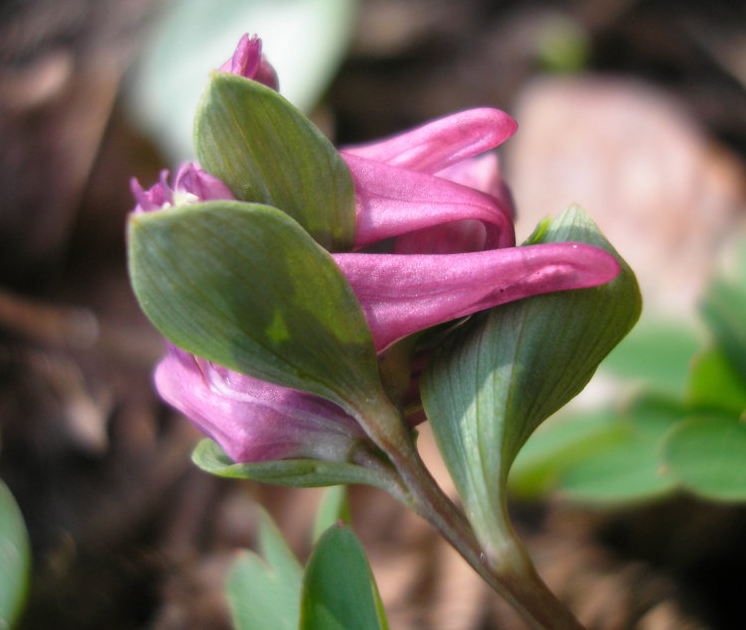
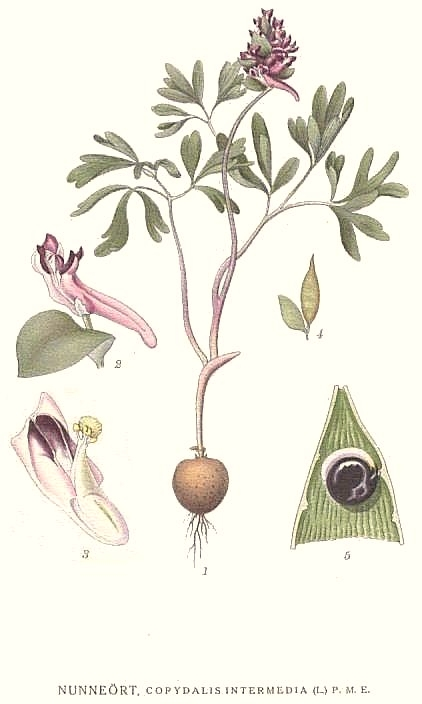
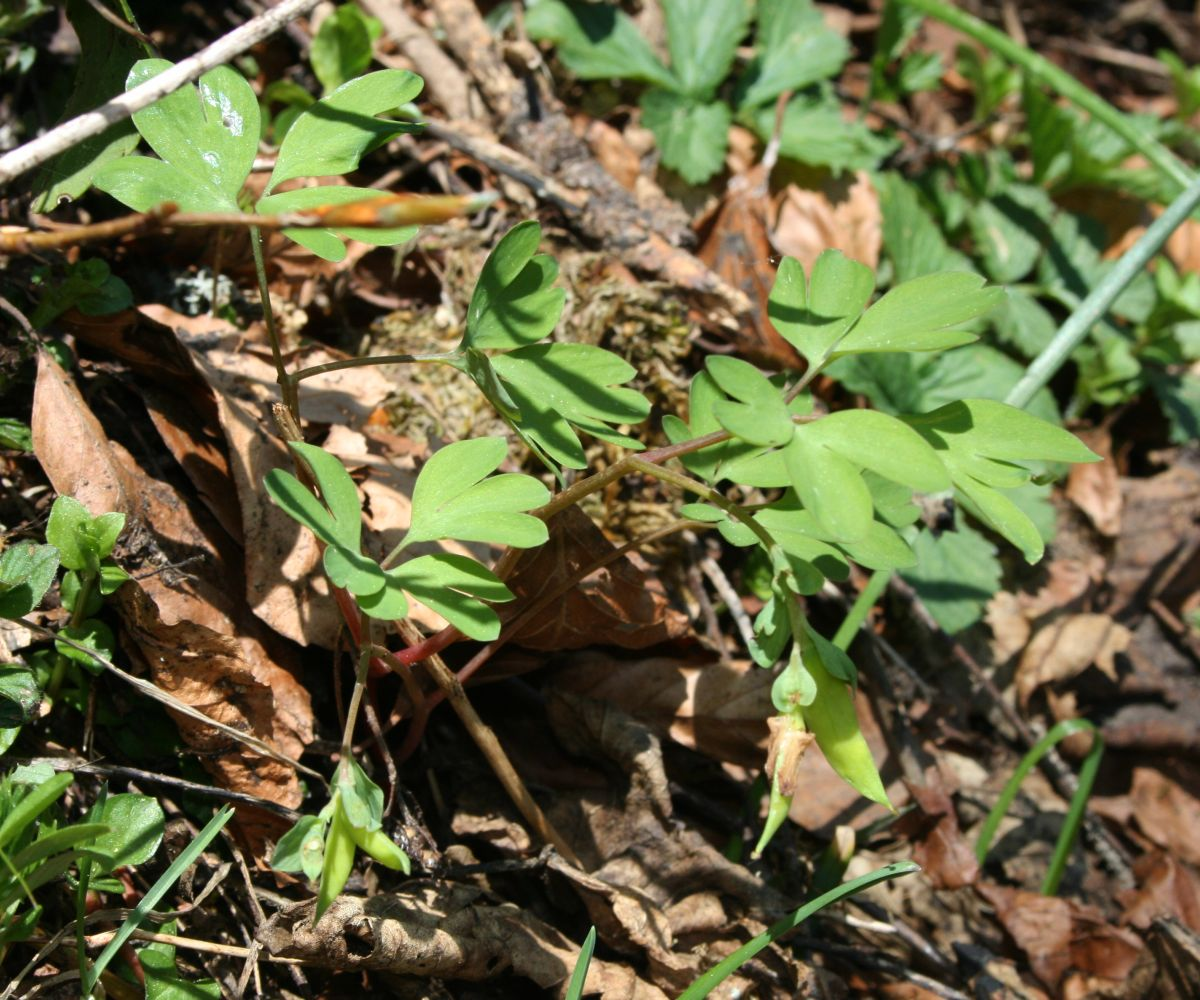